# ZOG
ZOG – wczesny system hipertekstowy opracowany w latach 70. przez Donalda McCrackena i Roberta Akscyna w Carnegie Mellon University. 
ZOG został po raz pierwszy uruchomiony w 1972 jako duża baza danych do użytkowania w środowisku wielodostępnym. Składał się z tekstowych ramek, które zawierały tytuł, opis, wiersza zawierającego polecenia systemowe ZOG oraz punktów menu, które prowadziły do innych ramek.
Baza danych ZOG stała się w pełni funkcjonalna w 1977. W 1982 ZOG został przeniesiony z pierwotnego IBM-owskiego komputera mainframe do stacji roboczych Three Rivers PERQ i zastosowany na amerykańskim lotniskowcu USS "Carl Vinson". McCracken i Akscyn rozwinęli potem Knowledge Management System, ulepszoną wersję ZOG.